# Alfred Kälin
Alfred Kälin (16 gennaio 1949) è un ex fondista svizzero.

## Palmarès

### Olimpiadi invernali
- Bronzo a Sapporo 1972 nella staffetta 4x10 km.